# Мишуров, Вячеслав Пименович
Вячесла́в Пи́менович Мишуро́в (20 сентября 1935, Вязовый Враг, Саратовский край — 25 мая 2010, Сыктывкар) — доктор биологических наук, профессор, ведущий научный сотрудник Института биологии Коми научного центра Уральского отделения Российской академии наук. Известный специалист в области интродукции кормовых, плодово-ягодных, лекарственных, декоративных растений. Заслуженный деятель науки Российской Федерации (2006).

## Биография
Родился 20 сентября 1935 года в селе Вязовый Враг (ныне Вязовка) Екатериновского района Саратовской области. В 1959 году окончил Саратовский сельскохозяйственный институт, после чего работал главным агрономом Удорской райсельхозинспекции, заместителем директора и главным агрономом совхозов «Косланский» и «Корткеросский». С 1967 года работал в Институте биологии Коми НЦ УрО РАН, сначала младшим, а затем старшим научным сотрудником.
С 1990 заведовал отделом Ботанический сад Института биологии. Область научных интересов: интродукция и адаптация полезных растений к условиям Севера, использование их в народном хозяйстве, видовая и внутривидовая изменчивость растений. Является автором и соавтором 120 опубликованных научных работ, в том числе монографий, по проблеме интродукции и обогащению состава кормовых растений в условиях Севера.
Автор сортов: горца Вейриха «Сыктывкарец» (1977), борщевика Сосновского «Северянин» (1984), топинамбура «Выльгортский» (1996), козлятника восточного «Еля-ты» (1999).

## Избранные публикации
- Мишуров В. П. Внутривидовая изменчивость горца Вейриха и горца итурупского. — Л.: Наука, 1984. — 136 с. — 600 экз.
- Интродукция кормовых растений в Коми ССР / Редкол.: В. П. Мишуров (отв. ред.) и др. — Сыктывкар: Коми науч. центр УрО АН СССР, 1991 (1992). — 112 с. — (Труды Коми научного центра УрО АН СССР; № 123).
- Мишуров В. П. Интродукция горца Вейриха на Севере. — СПб.: Наука, 1993. — 144 с. — ISBN 5-02-026687-6.
- Мишуров В. П., Лапшина Т. Б. Культура топинамбура на Севере. — Сыктывкар: Коми науч. центр, 1993. — 20 с. — (Научные рекомендации — народному хозяйству; № 106).
- Мишуров В. П., Скупченко Л. А. Константин Алексеевич Моисеев: (Страницы биографии ученого-биолога). — Сыктывкар: Коми НЦ УрО РАН, 1995. — 36,[2] с. — (Люди науки; Вып. 10).
- Мишуров В. П., Зайнуллина К. С. Интродукция видов рода кострец на Севере. — СПб.: Наука, 1998. — 128 с. — ISBN 5-02-026078-9.
- Мишуров В. П., Волкова Г. А., Портнягина Н. В. Интродукция полезных растений в подзоне средней тайги Республики Коми: (Итоги работы Ботанического сада за 50 лет). Том 1 / Отв. ред. В. А. Мартыненко. — СПб.: Наука. С.-Петерб. изд. фирма, 1999. — 216 с. — ISBN 5-02-026129-7.
- Волкова Г. А., Мишуров В. П., Портнягина Н. В. Интродукция полезных растений в подзоне средней тайги Республики Коми: (Итоги работы Ботанического сада за 50 лет). Том 2 / Отв. ред. В. А. Мартыненко. — СПб.: Наука, 2002. — 396 с. — 400 экз. — ISBN 5-02-026167-X.
- Скупченко Л. А., Мишуров В. П., Волкова Г. А., Портнягина Н. В. Интродукция полезных растений в подзоне средней тайги Республики Коми: (Итоги работы Ботанического сада за 50 лет). Том 3 / Отв. ред. В. А. Мартыненко. — СПб.: Наука, 2003. — 216, [48] с. — 600 экз. — ISBN 5-02-026196-3.
- Мишуров В. П. и др. Интродукция Serratula coronata L. на европейском Северо-Востоке / В. П. Мишуров, В. Г. Зайнуллин, Г. А. Рубан и др. — Сыктывкар: Коми НЦ УрО РАН, 2008. — 192, [6] с.

Диссертация
- Мишуров В. П. Биологические основы введения в культуру новых кормовых растений в Европейской среднетаежной провинции СССР : диссертация … доктора биологических наук : 03.00.05. — Сыктывкар, 1986. — 398 с.